# Зевой (Караш-Северін)
Зевой (рум. Zăvoi) — село у повіті Караш-Северін в Румунії. Входить до складу комуни Зевой.
Село розташоване на відстані 313 км на північний захід від Бухареста, 47 км на північний схід від Решиці, 96 км на схід від Тімішоари.

## Населення
За даними перепису населення 2002 року у селі проживали 717 осіб.
Національний склад населення села:
| Національність | Кількість осіб | Відсоток |
| -------------- | -------------- | -------- |
| румуни         | 692            | 96,5%    |
| цигани         | 16             | 2,2%     |
| угорці         | 7              | 1,0%     |

Рідною мовою назвали:
| Мова      | Кількість осіб | Відсоток |
| --------- | -------------- | -------- |
| румунська | 708            | 98,7%    |
| угорська  | 5              | 0,7%     |